# 관포항
관포항은 경상남도 거제시 장목면 관포리에 있는 어항이다. 1972년 2월 23일 지방어항으로 지정하여 관리하고 있다. 시설관리자는 거제시장이다.

## 명칭 유래
- 서쪽에 장목선착장 있어 바다가 만 형상으로 깊이 들어와 있으며, 동쪽으로도 바다가 펼쳐진다. 관포리 남서쪽에는 신봉산(141.8m)이 있다. 지금은 방파제로 연결되어 있는 닭섬, 각도, 격산도가 있다 관포는 관포와 두모 사이에 탕건(宕巾)바위가 있어, 머리 위에 탕건 그위에 갓이라는 뜻에서 유래한 지명이다

## 어항 시설
- 방파제 143m, 물양장 127m

## 주요 어종
- 도다리, 쥐치, 미역, 톳